# Ricardo Lagos Weber
Ricardo Andrés Lagos Weber (Durham, Carolina del Norte, Estados Unidos; 21 de febrero de 1962) es un abogado y político chileno, miembro del Partido por la Democracia (PPD). Hijo del expresidente Ricardo Lagos Escobar y Carmen Weber Aliaga. Entre marzo de 2006 y diciembre de 2007, se desempeñó como ministro secretario general de Gobierno en la primera administración de la presidenta Michelle Bachelet. Posteriormente fue senador de la República por la circunscripción 6 (Valparaíso Costa), entre 2010 y 2018, ejerciendo la presidencia del Senado entre 2016 y 2017. Desde marzo de 2018 ejerce como senador por la reformada circunscripción 6 de la misma región, su periodo 2018-2026.

## Biografía

### Familia y vida personal
Nació el 21 de febrero de 1962 en Durham, Carolina del Norte, Estados Unidos, mientras su padre Ricardo Lagos (quien fue Presidente de Chile entre 2000 y 2006), cursaba un postgrado en la Universidad de Duke. Su madre es Carmen Weber. Es pareja de Gloria Peña y tiene dos hijos.

### Estudios en Chile, Argentina e Inglaterra.
Debido a los incesantes viajes que conllevaba el exilio de su padre durante la dictadura militar de Augusto Pinochet, se vio en la obligación de cursar sus estudios primarios en diez colegios distintos de Chile, Argentina y Estados Unidos, finalizando sus estudios secundarios en el Colegio San Agustín, en Santiago.
En 1981, realizó  sus estudios superiores, ingresando a la Facultad de Derecho de la Universidad de Chile, donde rindió su examen de grado en julio de 1986.
En 1987, obtiene el grado de licenciado en ciencias jurídicas y sociales en esa misma universidad.
Entre junio y diciembre de 1986, efectuó un diplomado en planificación y políticas públicas en CEPAL/ILPES. 
Entre 1987 y 1989, cursó estudios de magíster de filosofía en desarrollo económico en el Instituto de Estudios del Desarrollo de la Universidad de Sussex, Inglaterra. Su tesis de posgrado se refirió a la flexibilización del mercado laboral.
En 1991, inició un doctorado en economía en la Universidad de Cambridge. Aunque cumplió con todos los cursos conducentes al grado de doctor, volvió a Chile antes de terminar su tesis de doctorado para desempeñarse laboralmente en la sección chilena de la Organización Internacional del Trabajo (OIT).
El 5 de septiembre de 2001, se tituló como abogado de la Universidad de Chile.

#### Otras actividades:
Durante los años que vivió en Argentina practicó rugby, deporte que le permitió ser seleccionado nacional juvenil y mundialista M21.
Ha publicado artículos relacionados con temas de empleo, pobreza, ajuste estructural, finanzas internacionales y comercio internacional, entre otros.

### Carrera profesional.
Durante su carrera profesional y previo a su vida política, fue profesor de la Facultad de Derecho de la Universidad de Chile y consultor de diferentes organismos internacionales como la Unicef (Fondo de las Naciones Unidas para la Infancia), PNUD (Programa de las Naciones Unidas para el Desarrollo), OIT (Organización Internacional del Trabajo) y la OCDE (Organización para la Cooperación y el Desarrollo Económico).
Posteriormente, y durante su carrera como político, ha defendido diversas causas como el apoyo a legislar sobre temas como la eutanasia y la legalización de la cannabis, o marihuana, por lo que actualmente defiende su legalización.

## Trayectoria política

### Sus inicios en política durante los gobiernos de Eduardo Frei Ruiz-Tagle y Ricardo Lagos.
Al igual que su padre, es militante del Partido por la Democracia (PPD), sin embargo, y pese a haber desempeñado labores como asesor del Ministerio de Hacienda, durante el gobierno de Eduardo Frei Ruiz-Tagle, y haber asumido como Director de Asuntos Económicos Multilaterales de la Dirección General de Relaciones Económicas Internacionales (DIRECON), no fue hasta 2006, durante la gestión de Michelle Bachelet, que asume un rol activo en la política partidaria.
Entre 1995 y 1996, durante el gobierno del presidente Eduardo Frei Ruiz-Tagle, fue asesor del ministro de Hacienda Eduardo Aninat, asumiendo también como representante chileno en el Foro de Cooperación Económica de Asia-Pacífico (APEC), realizando las negociaciones comerciales de complementación económica.
Desde 1997, y coincidiendo con la época en que su padre asume como Presidente de la República, ejerció el cargo de jefe del departamento de Política Comercial de la Organización Mundial del Comercio (OMC), y director de Asuntos Económicos Multilaterales  de la Dirección General de Relaciones Económicas Internacionales (Direcon), dependiente de la cancillería chilena, hasta 2005, formando parte del equipo negociador de los tratados de libre comercio (TLC) con Estados Unidos, Canadá, Corea del Sur, la Unión Europea y Centroamérica.
En 2004, también, tuvo bajo su responsabilidad la realización de la Cumbre APEC-Chile.
Durante la campaña presidencial de diciembre de 2005, participó en el área internacional del comando de la candidata Michelle Bachelet.

### Su rol como ministro vocero del primer gobierno de Michelle Bachelet (2006-2007)
A fines de enero de 2006, fue designado como ministro secretario general de Gobierno por la electa Presidenta Bachelet, cargo que desempeñó al asumir su gobierno el 11 de marzo de ese año hasta el 6 de diciembre de 2007, cuando renunció para abocarse a su proyecto de candidatura senatorial por la circunscripción electoral de la Región de Valparaíso. 
Fue reemplazado por el también PPD, Francisco Vidal, quien ya había ejercido el cargo durante la administración de Ricardo Lagos Escobar. Fue así como se inició en la política partidaria. 
En abril de 2008, fue electo como segundo vicepresidente del PPD, obteniendo la primera vicepresidencia de su partido, el 1 de junio de 2014.

### Senador (2010-2018; 2018-)
En las elecciones parlamentarias de diciembre de 2009, fue electo senador, en representación de su colectividad, por la 6.ª circunscripción senatorial, Valparaíso-Costa, por el periodo legislativo 2010-2018.
Fue integrante de la Comisión Especial Mixta de Presupuestos, la que preside desde el 7 de mayo de 2014. A su vez, fue miembro de las Comisiones Permanentes de Relaciones Exteriores y de la de Hacienda, la que presidió desde el 19 de marzo de 2014 hasta marzo de 2015. Integró además, la Comisión Especial destinada a abordar la catástrofe por el incendio en Valparaíso, a nivel partidario en junio de 2014 pasó a formar la directiva del PPD como 1° vicepresidente.
Fue elegido como presidente del Senado de la República, ejerciendo desde el 15 de marzo de 2016 hasta el 21 de marzo de 2017. Su mesa directiva estuvo integrada como vicepresidente de la corporación por el senador Jaime Quintana. En su calidad de presidente, participó en la Segunda Cuenta Pública del Congreso Nacional, el 20 de julio de 2016.
En noviembre de 2017 fue reelecto senador, dentro del pacto La Fuerza de la Mayoría, por la nueva 6.ª Circunscripción, Región de Valparaíso, periodo legislativo 2018-2026. Obtuvo 74 031 votos, equivalentes al 11,15% del total de sufragios válidamente emitidos.
Desde el 21 de marzo de 2018, preside la Comisión Permanente de Relaciones Exteriores, terminando la presidencia de la Comisión el 19 de marzo de 2019; e integrante desde la primera fecha, de la Comisión Permanente de Hacienda. A contar del 11 de abril de 2018, integra la Comisión Permanente Especial Mixta de Presupuestos, la cual preside desde el 6 de mayo de 2019 hasta el 28 de abril de 2020. También integra desde el 21 de marzo de 2018, la Comisión Especial de Zonas Extremas y Territorios Especiales Especial. Finalmente, desde el 16 de mayo de 2018, integra la Tercera Subcomisión Especial Mixta de Presupuestos Presupuestos, y desde marzo de 2024, integra de forma permanente la comisión de Medio Ambiente del Senado, hasta la fecha.

## Historial electoral

### Elecciones parlamentarias de 2009
- Elecciones parlamentarias de 2009, candidato a senador por la Circunscripción 6, Valparaíso Costa (Algarrobo, Cartagena, Casablanca, Concón, El Quisco, El Tabo, Isla de Pascua, Juan Fernández, San Antonio, Santo Domingo, Valparaíso y Viña del Mar)[6]

| Candidato                 | Pacto                         | Partido | Votos   | %     | Resultado |
| ------------------------- | ----------------------------- | ------- | ------- | ----- | --------- |
| Ricardo Lagos Weber       | Concertación y Juntos Podemos | PPD     | 128 287 | 33,19 | Senador   |
| Francisco Chahuán Chahuán | Coalición por el Cambio       | RN      | 109 603 | 28,35 | Senador   |
| Joaquín Lavín Infante     | Coalición por el Cambio       | UDI     | 107 362 | 27,77 |           |
| Hernán Pinto Miranda      | Concertación y Juntos Podemos | PDC     | 23 223  | 6,01  |           |
| Juan Guzmán Tapia         | Nueva Mayoría para Chile      | ILC     | 15 191  | 3,93  |           |
| Raúl Silva Vergara        | Chile Limpio. Vote Feliz      | PRI     | 2901    | 0,75  |           |

### Elecciones parlamentarias de 2017
- Elecciones parlamentarias de 2017 para senador por la 6.ª Circunscripción (Región de Valparaíso)[7]

| Candidato                     | Pacto                    | Partido | Votos   | %    | Resultados |
| ----------------------------- | ------------------------ | ------- | ------- | ---- | ---------- |
| Francisco Chahuán Chahuán     | Chile Vamos              | RN      | 150 031 | 22.6 | Senador    |
| Ricardo Lagos Weber           | La Fuerza de la Mayoría  | PPD     | 74 015  | 11.2 | Senador    |
| Andrea Molina Oliva           | Chile Vamos              | UDI     | 64 668  | 9.7  |            |
| Isabel Allende Bussi          | La Fuerza de la Mayoría  | PS      | 59 147  | 9.0  | Senadora   |
| Lily Pérez San Martín         | Sumemos                  | AMPL    | 35 493  | 5.4  |            |
| Ignacio Walker Prieto         | Convergencia Democrática | DC      | 30 827  | 4.7  |            |
| Juan Ignacio Latorre Riveros  | Frente Amplio            | RD      | 30 528  | 4.6  | Senador    |
| Gaspar Rivas Sánchez          | Independiente            | IND     | 29 423  | 4.4  |            |
| Mónica Valencia Becerra       | Frente Amplio            | PI      | 26 655  | 4.0  |            |
| Nelson Ávila Contreras        | La Fuerza de la Mayoría  | PRSD    | 23 220  | 3.5  |            |
| Octavio González Ojeda        | Frente Amplio            | PH      | 22 999  | 3.5  |            |
| Marco Antonio Núñez Lozano    | La Fuerza de la Mayoría  | PPD     | 19 788  | 3.0  |            |
| Aldo Cornejo González         | Convergencia Democrática | PDC     | 16 381  | 2.5  |            |
| Kenneth Pugh Olavarría        | Chile Vamos              | IND-RN  | 14 241  | 2.1  | Senador    |
| Francisco Bartolucci Johnston | Chile Vamos              | UDI     | 9446    | 1.4  |            |